# Zodion pictulum
Zodion pictulum är en tvåvingeart som beskrevs av Samuel Wendell Williston  1885. Zodion pictulum ingår i släktet Zodion och familjen stekelflugor. Inga underarter finns listade i Catalogue of Life.